# Revolta de Pugatxov
La Revolta de Pugatxov (o la Revolta cossaca) de 1774-75 va ser la rebel·lió principal dins d'una sèrie de revoltes populars que tingueren lloc a la Rússia del regnat de Caterina II qui arribà al poder l'any 1762. Començà com una insurrecció organitzada dels Cosacs de l'Ural encapçalada per Omelian Ivànovitx Pugatxov, un ex-lloctinent de l'exèrcit imperial rus, amb el rerefons del profund malestar dels camperols russos arran de les guerres contra l'Imperi Otomà. Després d'un èxit inicial Pugatxov assumí un govern alternatiu a l'imperial en nom de l'assassinat emperador Pere III i proclamà la fi del règim dels serfs que existia aleshores a Rússia. Aquesta revolta amenaçà seriosament el govern de l'Emperadriu caterina II, Caterina la Gran.
La revolta tingué suport de diversos grups, entre ells els camperols els cosacs i els Vells creients va arribar a tenir el control del territori entre els rius Volga i els Urals.
Al principi l'exèrcit imperial rus no aconseguí dominar la revolta però finalment va ser reprimida pel general Michelsohn a Tsaritsin. Pugatxov va ser capturat i executat el 1775. El general Piotr Panin posteriorment va dirigir les represàlies contra les zones revoltades.
Aquests esdeveniments van generar llegendes i literatura, essent la més notable la novella de Puixkin La filla del capità (1836). Va ser la revolta de camperols més gran de la història de Rússia.

## Antecedents
La situació dels serfs empitjorà amb les polítiques dels emperadors russos, Pere el Gran cedí pobles sencers a alguns nobles i Caterina la gran confirmà l'autoritat dels nobles sobre els serfs. Al període entre 1762 i 1769 hi va haver com a mínim 50 revoltes de camperols. La revolta de Pugatxov va arribar al màxim entre 1773 i 1775.
Els serfs russos ja no estaven lligats al territori però continuaven lligats als seus amos. Molts nobles retornaren a les seves propietats agrícoles l'any 1762 i imposaren dures condicions als seus serfs. Els serfs vivien en circumstàncies molt difícils i no podien canviar les seves condicions de vida. Un decret de 1767 prohibia les peticions, dels camperols, directes dirigides a l'emperadriu. Els camperols també van ser objecte d'una pujada d'impostos indirectes. A més els preus de tots els productes van pujar.
HI va haver també desastres naturals que van empitjorar la situació. L'any 1771 hi va haver una epidèmia a Moscou.

## Repte a l'estat rus
El 1773 l'exèrcit de Purgatxov atacà Samara i l'ocupà. La seva batalla victoriosa principal va ser la de batalla de Kazan en 1774 i prengué aquesta ciutat. Caterina la Gran no es va prendre prou seriosament la revolta i va oferir una recompensa de 500 rubles per Pugatxov. Cap a 1774, ja es va prendre més seriosament l'amenaça i pujà la recompensa a 28.000 rubles. El general rus Mikhelson perdé molts homes per la manca de transport eficaç i de disciplina militar, mentrestant Pugatxov obtenia moltes victòries i matà el general-en cap Aleksandr Bíbikov. El setembre de 1774, Pugatxov no aconseguí prendre Tsaritsin i va ser vençut i finalment va ser conduït a Moscou i executat el 1775.

## Implicació dels indígenes
A més dels camperols i dels cosacs participaren en la revolta molts indígenes encara que eren una petita part del total. Els Mordovians, Mari, Udmurts, and Txuvaix (de la conca del Volga i del Kama) per exemple, s'uniren a la revolta perquè eren islàmics i no es volien convertir a la religió ortodoxa. Els tàtars, que estaven estretament relacionats amb els cosacs, es revoltaven per la política d'impostos i les obligacions del servei militar. Els Bashkirs sentien la seva vida tradicional de pastors nòmades amenaçada per l'arribada dels russos. Els budistes calmucs, sembla que van tenir un paper mínim en la revolta i els Kazakhs islàmics també entraren en contacte amb Pugatxov ajudant-lo només quan els convenia a ells.

## Desfeta
Cap a finals de 1774 la situació va donar un tomb en favor de l'exèrcit imperial rus, la victòria de Tsaritsin deixà entre 9.000-10.000 rebels morts. Seguint a aquesta revolta, hi va haver nombrosos canvis en el govern de Rússia. Es van crear més províncies, alguns poders polítics es van dividir i es van introduir oficials elegits.